# Прапор Старобільського району
Пра́пор Старобі́льського райо́ну — один із символів Старобільського району Луганської області.

## Опис
Прапор являє собою прямокутне полотнище зі співвідношенням ширини до довжини — 5:7, що розділено по горизонталі на три рівновиликі смуги білого, зеленого та жовтого кольорів. У лівому верхньому куті прапора розміщено зображення гербу району.